# عباس دوزدوزانی
عباس دوزدوزانی (زاده ۱۵ خرداد ۱۳۲۱ – درگذشته ۷ مرداد ۱۳۹۷) نظامی و سیاستمدار ایرانی بود، که در فاصله سال‌های ۱۳۵۸ تا ۱۳۵۹ به‌عنوان فرمانده موقت سپاه پاسداران انقلاب اسلامی فعالیت می‌کرد. 
وی از سال ۱۳۵۹ تا ۱۳۶۰ در کابینه محمدعلی رجایی وزیر ارشاد ملی بود. دوزدوزانی در دوره نخست مجلس شورای اسلامی نماینده تبریز بود و در ادوار دوم و سوم مجلس شورای اسلامی نیز به عنوان نماینده تهران در مجلس حضور داشت. وی عضو و رئیس شورای اسلامی شهر تهران در دوره اول نیز بوده است.

## زندگی‌نامه
عباس دوزدوزانی فرزند حاجی‌بابا در پانزدهم خرداد ماه سال ۱۳۲۱ در شهر تبریز زاده شد. وی از پایه‌گذاران سپاه پاسداران انقلاب اسلامی و نیز از اولین فرماندهان سپاه بود.
وی در کابینه رجایی وزارت ارشاد را عهده‌دار شد. او همچنین نماینده مجلس اول از تبریز و مجالس دوم و سوم را از تهران بر عهده داشت. از دیگر سمت‌های دوزدوزانی می‌توان معاون معین (وزیر علوم)، مشاور محمد خاتمی (رئیس‌جمهور)، عضو و رئیس شورای شهر تهران در دوره اول شوراها و رئیس کانون زندانیان سیاسی قبل از انقلاب را نام برد. آخرین منصب دوزدوزانی مشاور ارشد ریاست جمهوری بود و بعد از آن بازنشسته شد.

## تخریب آرامگاه رضاشاه
روحانی شیعه، صادق خلخالی، در سال ۱۳۵۸ پس از وقوع انقلاب ۱۳۵۷، در یک گفتگو با رسانهٔ امید ایران، در اشاره به پیش از انقلاب گفت: «وقتی جنازه رضاخان را می‌آوردند ما بنزین تهیه کردیم که جنازه را آتش بزنیم ولی متأسفانه نشد». صادق خلخالی، نخستین حاکم شرعی دادگاه‌های انقلاب در ایرانِ جمهوری اسلامی، که احکام اعدام جنجالی فراوانی را نیز برای خدمت‌گذاران حکومت پادشاهی صادر کرد، در خاطراتش، از خراب کردن آرامگاه رضاشاه در اردیبهشت ۱۳۵۹ گفته است: «ما به دفتر امام خمینی رفتیم و طبق معمول از هر دری سخن به میان می‌آمد و گفته شد زمان آن فرا رسیده است که مقبره پهلوی خراب شود. ما می‌خواستیم به او و یارانش نشان دهیم که دیگر در ایران هیچ ریشه و پایه و خانه‌ای ندارد». بر پایهٔ بخشی از همین روایت، امکانات را عباس دوزدوزانی، سرپرست وقت سپاه پاسداران در اختیار آنان قرار داده بود و به همراهی وی، عازم آرامگاه رضاشاه شد. در شب نخست عملیات خراب‌سازی آرامگاه، احمد خمینی، فرزند رهبر انقلاب اسلامی، خمینی، به آرامگاه شاه آمد و خلخالی این سر زدن را به عنوان نشانی از موافقت رهبر جمهوری اسلامی دانست. کار تخریب آرامگاه، نزدیک ۲۰ روز ادامه یافت و از دینامیت و جرثقیل هم در این کار، بهره‌برداری شد. این کار با استعلام از شخص خمینی انجام شد.

## گرایش سیاسی
سعید حجاریان در اشاره به تنوع دیدگاه‌ها و گرایش‌های در درون جبهه مشارکت ایران اسلامی، این جریان را «حزب بین‌العباسین» می‌نامید که تنوعاتی از عباس عبدی تا عباس دوزدوزانی را در بر می‌گیرد.

## آرای به‌دست آورده در انتخابات
| دوره نمایندگی | تعداد رای | درصد آراء | حوزه انتخابیه |
| ------------- | --------- | --------- | ------------- |
| اول           | ۲۹۹٬۸۳۸   | ۷۷/۵      | تبریز         |
| دوم           | ۴۸۳٬۱۵۴   | ۳۹        | تهران         |
| سوم           | ۳۹۲٬۶۳۱   | ۴۴٫۷      | تهران         |

## مرگ

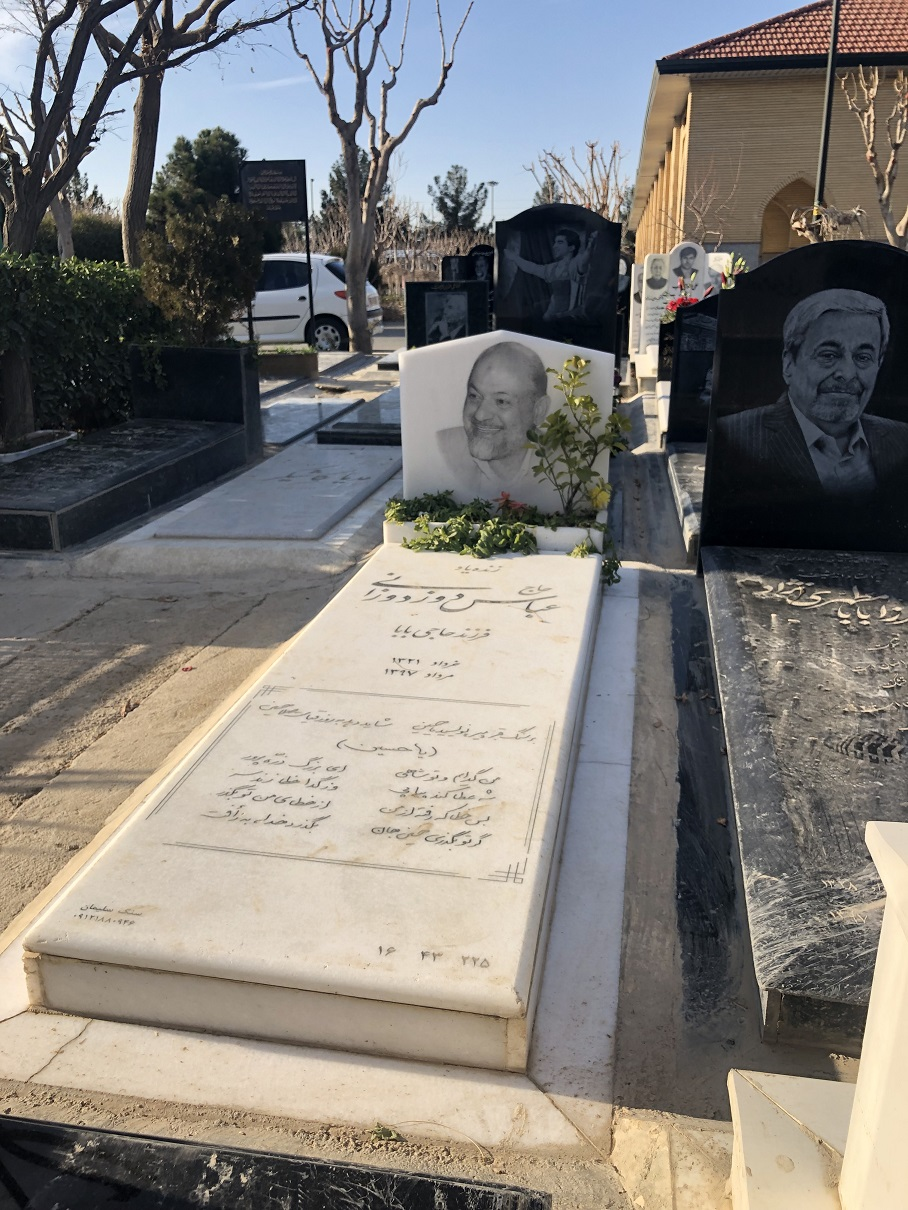
قبر عباس دوزدوزانی در بهشت زهرا تهران

مرگ عباس دوزدوزانی در روز یک‌شنبه ۷ مرداد ۱۳۹۷ خورشیدی در سن ۷۶ سالگی‌اش رخ داد. او را در بهشت زهرای تهران دفن کردند.
پس از درگذشت او، حسن روحانی، رئیس‌جمهور وقت، در پیامی، درگذشتش را تسلیت گفت.